# Fabien Roussel
Pour les articles homonymes, voir Roussel.
Fabien Roussel , né le 16 avril 1969 à Béthune (Pas-de-Calais), est un homme politique français.
Membre du Parti communiste français (PCF), il est député de la vingtième circonscription du Nord de 2017 à 2024 et secrétaire national du PCF depuis 2018. Il est désigné candidat par son parti pour l’élection présidentielle de 2022. Il arrive en huitième position avec 2,28 % des suffrages exprimés. Élu au conseil municipal de Saint-Amand-les-Eaux, il devient maire de cette commune le 30 janvier 2025, à la suite de la démission d'Alain Bocquet.

## Biographie

### Enfance et formation
Fabien Roussel naît le 16 avril 1969 à Béthune. Il est issu d'une famille de militants communistes. Son prénom a été choisi en hommage au « Colonel Fabien », figure de la résistance communiste à Paris. Sa grand-mère maternelle, institutrice, joue un rôle important dans son éducation. L'un de ses arrière-grands-pères paternels est un réfugié espagnol mort après avoir été interné au camp du Vernet.
Sa mère est employée de banque. Son père, Daniel, l'amenait, enfant, distribuer des tracts dans l’usine Bridgestone de Béthune. Il était adjoint communiste au maire socialiste de Béthune Jacques Mellick, contre qui il a représenté le PCF aux élections législatives de 1978, à l'âge de 32 ans, avec pour suppléant le maire communiste d'Auchel et futur sénateur Jean-Luc Bécart. Daniel Roussel avait également été conseiller régional communiste et conseiller général du canton de Béthune-Sud dès 1973, à l'âge de 27 ans. Correspondant du quotidien communiste L'Humanité pour le Viêt Nam, Cambodge, Laos et Sud-Est asiatique de 1980 à 1987, Daniel Roussel est à partir de 1989 réalisateur de documentaires pour la télévision, auteur notamment de Prisonniers au Hanoi-Hilton et Portés disparus, sélectionné au FIPA à Cannes en 1992 et 1993.
Fabien Roussel passe deux années au Viêt Nam, avec son père, à l'âge de quatorze ans,. Revenu en France chez sa mère, il est élève au lycée de Champigny-sur-Marne où il devient le « meilleur ami », de son futur directeur de campagne en 2022, le jeune militant communiste Olivier Marchais, sans savoir qu'il est le fils de Georges Marchais,, député de Champigny-sur-Marne et secrétaire général du PCF, qui est aussi son voisin.

### Vie de famille
Fabien Roussel fait partie d'une famille recomposée comptant cinq enfants. Sa compagne, Dorothée, est fonctionnaire de catégorie C, attachée à la défense de la consommation des catégories modestes,.

### Premières actions militantes
Ses premiers meetings sont ceux de Georges Marchais en 1985, l'année de ses 16 ans, où il adhère au Mouvement des jeunes communistes de France (MJCF) à la suite d'un tractage contre l'apartheid en Afrique du Sud de cette organisation devant son lycée. Il est lui-même un des responsables à Champigny-sur-Marne de la campagne pour le boycott du régime sud-africain, invitant des militants du Congrès national africain dans son lycée et participant aux grandes manifestations des printemps 1986 et 1987 à Paris, au cours desquelles il est interpellé par la police pour s'être trop approché de bâtiments officiels,. Fin 1986, il s'engage aussi contre le projet de réforme Devaquet des universités. Il adhère cette année au PCF.

### Débuts comme journaliste àL'Humanitépuis à France 3
Après des études secondaires qu'il termine à Champigny-sur-Marne, en région parisienne, il est embauché à L'Humanité comme stagiaire en 1989, coursier, distributeur de dépêches et journaliste iconographe. Il est ensuite chargé de production et assistant de production chez Daniel Roussel Productions, la société de son père, de 1990 à 1992 et suit une formation de journaliste reporter d'images au CFPJ,, puis part en Afrique et au Viêt Nam, où son père avait été journaliste de L'Humanité jusqu'en 1987, puis chez France Télévisions où il travaille comme pigiste, entre 1995 et 1996, pour l'émission Au bout de la rue, diffusée sur France 3 Lorraine et France 3 Champagne-Ardenne,. En 1997, après l'arrêt d'Au bout de la rue, il part au Viêt Nam pour faire un reportage et un autre aux îles Kerguelen, diffusé sur Thalassa.

### Conseiller ministériel
À l'âge de 28 ans, en 1997, il entre comme conseiller chargé de la communication au cabinet de Michelle Demessine, ex-sénatrice PCF du Nord, alors secrétaire d'État au Tourisme,. Il travaille ensuite comme attaché parlementaire de députés communistes du département du Nord, Alain Bocquet et Jean-Jacques Candelier.

### Attaché parlementaire et candidat aux élections locales
La carrière au PCF de Fabien Roussel s'est effectuée « longtemps dans l’ombre d'Alain Bocquet », un proche et dauphin annoncé de Georges Marchais,,, qu'il avait rencontré en 1997 au cabinet de Michelle Demessine. Cette dernière devient adjointe de la nouvelle maire de Lille Martine Aubry en mars 2001, puis quitte le gouvernement en octobre. Fabien Roussel déménage de Paris à Lille et devient l'attaché parlementaire d'Alain Bocquet, numéro un de la fédération PCF du Nord et président du groupe communiste à l’Assemblée nationale depuis 1993.
Candidat à l'élection cantonale de 2004 dans le canton de Lille-Sud-Ouest, Roussel termine en cinquième position avec 5,2 % des suffrages exprimés. Son affiche de campagne reprend un dessin réalisé par Charb, qui lui a donné son accord pour cette initiative : dénonçant les licenciements et la désindustrialisation, l'œuvre représente un poing jaillissant d'une usine accompagné de la légende « Je vote communiste et je t'emmerde »,. En mars 2007, à l'occasion de l'élection présidentielle, il est invité par le quotidien 20 Minutes à défendre la campagne du PCF sur un blog lié au journal.
De 2009 à 2014, il est l'attaché parlementaire du député PCF de la seizième circonscription du Nord, Jean-Jacques Candelier mais s'installe dans la vingtième circonscription du Nord, à Saint-Amand-les-Eaux, où il lance un « Appel du Valenciennois », consacré spécifiquement à l'emploi dans ce secteur, où domine l'industrie ferroviaire, qui obtient 3000 signatures et l'invitation à l’Élysée de dix élus locaux, le 22 octobre 2013. Dans la foulée, il devient conseiller municipal chargé de la culture et des festivités, élu aux municipales de 2014 à Saint-Amand-les-Eaux sur la liste conduite par le député-maire sortant Alain Bocquet, à qui il a succédé en 2010 à la tête de la fédération communiste du Nord après en avoir été le « secrétaire à la vie du parti ».
De 2015 à 2017, il devient assistant parlementaire de la sénatrice PCF du Nord Michelle Demessine,. Aux élections régionales de 2015 dans la nouvelle région Nord-Pas-de-Calais-Picardie (ensuite appelée Hauts-de-France), il conduit la liste soutenue par le PCF et Ensemble !. Durant la campagne, il propose la création d'une banque publique pour financer les PME et les collectivités à un taux proche de zéro. Il demande également une intervention humanitaire de l'armée dans la jungle de Calais et déclare que la politique de Manuel Valls fait progresser électoralement le Front national. Ce dernier obtient plus de 40% dans la région contre 5,3 % pour la liste Roussel, qui ne peut se maintenir au second tour et ne fusionne avec aucune autre.

### Député du Nord

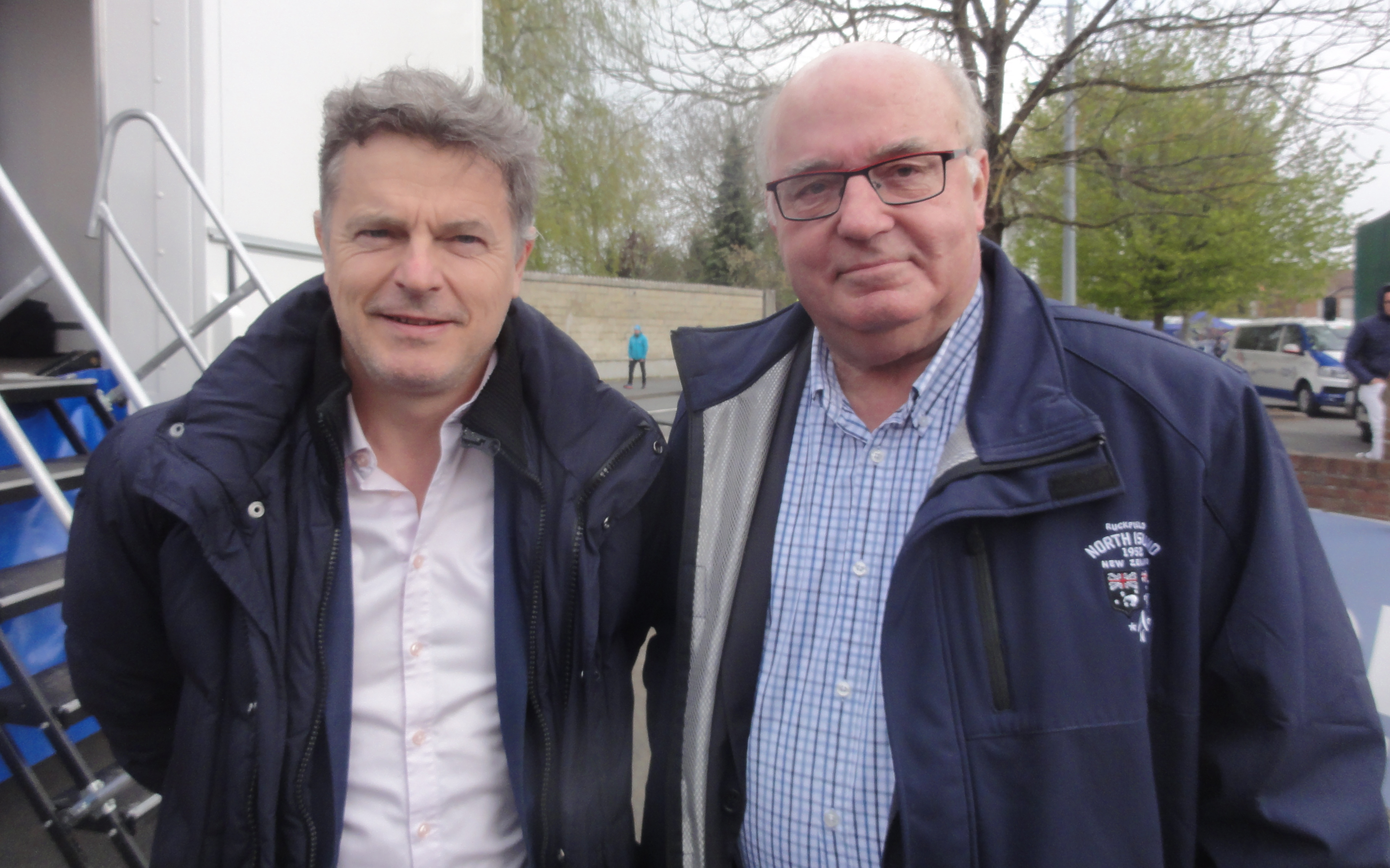
Fabien Roussel et son suppléant à l’Assemblée nationale, Alain Bocquet, en 2019.

Candidat aux élections législatives de 2017 avec pour suppléant le député sortant Alain Bocquet, non-candidat à sa succession, Fabien Roussel est élu député dans la 20e circonscription du Nord avec 63,88 % des suffrages exprimés au second tour, face au candidat du Front national,, score presque aussi élevé que les 66 % et 69 % d'Alain Bocquet en 2012 et 2007.
Inscrit au groupe de la Gauche démocrate et républicaine (GDR), il fait partie de la commission des Finances, de l'Économie générale et du Contrôle budgétaire de l'Assemblée nationale.
Fin 2017 et début 2018, il porte avec son groupe une proposition de loi créant une liste française des paradis fiscaux : rapporteur du texte, il dénonce à la tribune de l’Assemblée l'évasion fiscale et affirme qu’« en trois clics sur Internet » il lui a été proposé de constituer une entreprise offshore,.
Il s'oppose au projet de réformes des retraites présenté en 2020 par le gouvernement, aussi bien dans les mouvements sociaux qu'avec son groupe dans l'hémicycle, réclamant le retrait de la réforme ou a minima sa soumission à un référendum,. Il justifie cette position en dénonçant un projet qui aboutirait à une baisse des pensions, à une augmentation de l'âge départ via la présence d'un âge pivot et in fine à la fin de la retraite par répartition pour « vendre notre système de retraite aux fonds de pension américains » tel BlackRock,.
Fabien Roussel verse chaque mois 2 000 euros de sa rémunération comme député à son parti. Il indique à ce sujet que « c’est une règle chez nous [au PCF] : quand on est élu, on ne gagne pas plus qu’avant. Comme ça, nous n’avons pas de volonté de nous accrocher à notre poste pour l’argent qu'il nous rapporte ».
En vue des élections législatives de 2022, il est réinvesti par le PCF dans le cadre de la Nouvelle Union populaire écologique et sociale, dans une circonscription où il avait recueilli 12,31 % des voix au premier tour de la présidentielle, son meilleur score du pays, et où Jean-Luc Mélenchon avait obtenu 17,4 %. Il a, dès le soir du premier tour, bénéficié du soutien de la Première ministre Élisabeth Borne dans le cadre d'un appel « au front républicain » le citant nommément mais contesté car renvoyant dos à dos « les extrêmes » et voulant prendre les décisions de consigne « au cas par cas ». Au second tour, il est réélu le 19 juin 2022, également face à un candidat du Rassemblement national, avec 54,50 % des voix contre 63,88 % en 2017.

### Secrétaire national du PCF

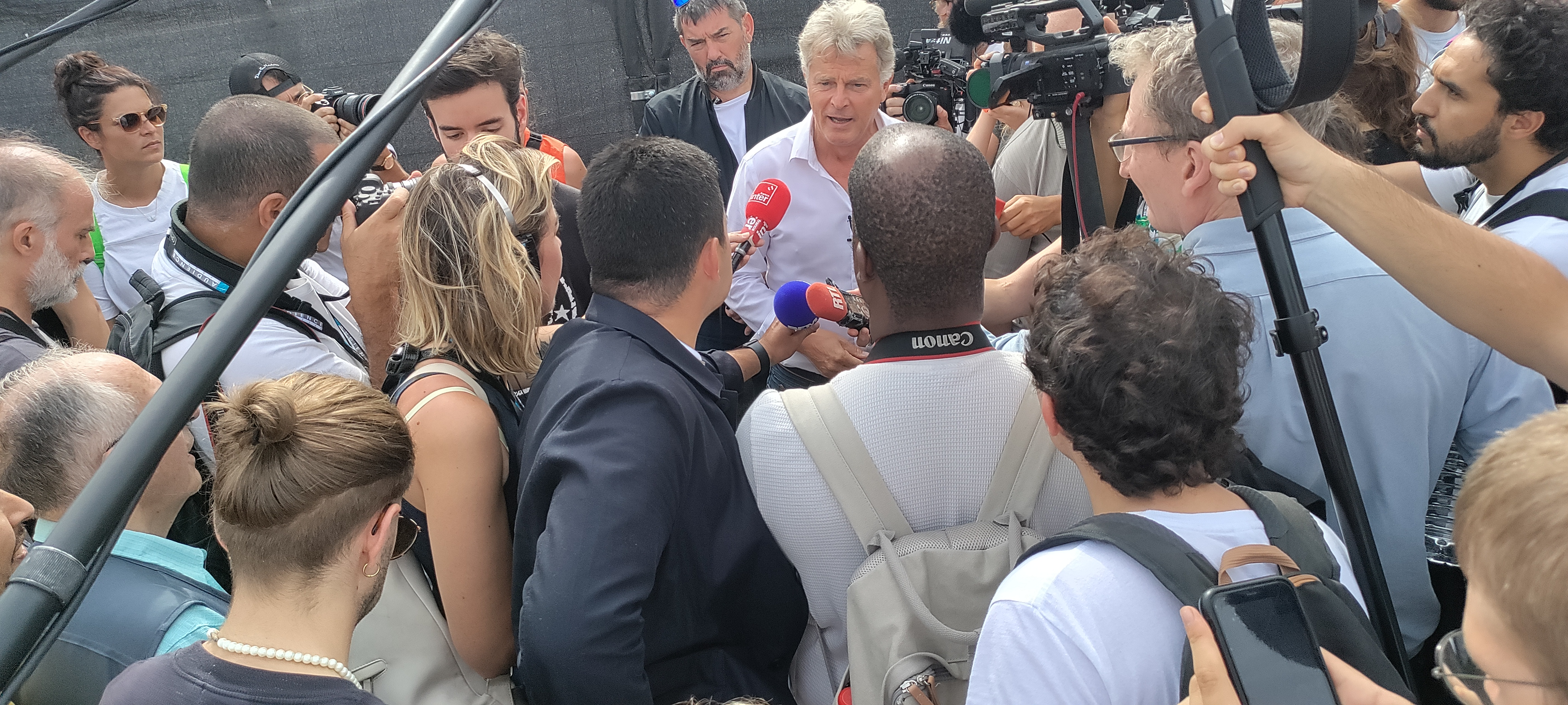
Fabien Roussel à la Fête de l'Humanité, le 17 septembre 2023.

En octobre 2018, les militants du PCF votent pour le texte d'orientation de la stratégie du parti : c'est le « Manifeste pour un Parti communiste du XXIe siècle », présenté par André Chassaigne et Fabien Roussel, qui arrive en tête avec 42 % des voix, devant le texte « Le communisme est la question du XXIe siècle » défendu par le secrétaire national Pierre Laurent (38 %). À l’issue du XXXVIIIe congrès du parti, qui se tient du 23 au 25 novembre 2018, Fabien Roussel est élu secrétaire national du PCF, succédant à Pierre Laurent,. Il est le premier secrétaire national du PCF n'étant pas issu de la région parisienne depuis Waldeck Rochet.
Lors du congrès menant à sa désignation comme secrétaire national, il soutient publiquement le mouvement des Gilets jaunes, dont l'« acte II » vient d'avoir lieu, et fait voter une motion en ce sens,. Il poursuit ce soutien dans les semaines suivantes : interrogé sur les propos controversés tenus par certaines figures de la contestation, il déclare qu'il « faut prendre ce mouvement avec ses excès et ses contradictions, même si on ne partage pas tout ». Il insiste également lors de ce congrès sur la « transition écologique » et affirme son engagement à donner « comme objectif aux communistes de devenir des “écolo-cocos” ».
En octobre 2019, Fabien Roussel assigne en justice Bernard Arnault pour non-publication des comptes de sa holding. Le PDG se soumet finalement à cette obligation deux mois plus tard, à la veille d'une audience entre les deux parties.
En 2021, il envisage d’être à nouveau tête de liste du PCF aux élections régionales dans les Hauts-de-France, mais doit s'incliner devant la candidature de Karima Delli désignée en octobre 2020 tête de liste d'EÉLV puis en mars 2021 d'une liste d'union de la gauche pour ces élections, avec le Parti socialiste, le Parti communiste français et La France insoumise,. Fabien Roussel n’est pas présent sur les listes d'union de la gauche présentées pour la région et ses cinq départements.
En janvier 2023, lors du vote du texte d'orientation devant servir de base aux débats du parti pour le congrès d'avril, le texte soutenu par la direction en place obtient 81,92% des votes exprimés face au texte alternatif « Urgence de communisme » porté par des opposants divisés lors du congrès de 2018, qui obtient environ 18% des voix. Le 10 avril, Fabien Roussel est réélu avec 80,4 % des voix à la tête du Parti communiste français (PCF) à l'issue du congrès à Marseille. Dans son discours tenu après sa désignation, il a appelé à la construction d'un « nouveau Front populaire » à gauche.

### Élection présidentielle de 2022

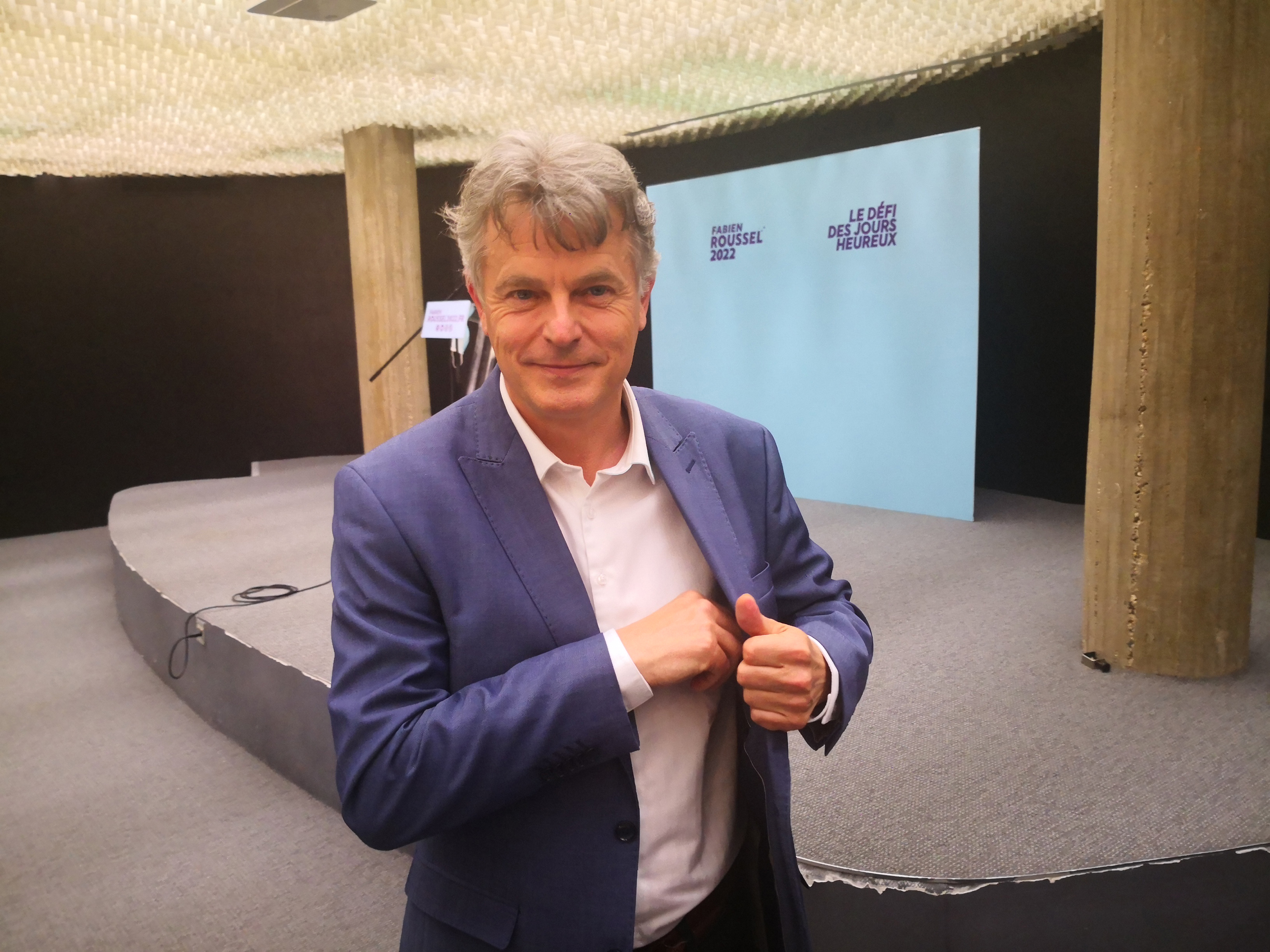
Fabien Roussel après avoir annoncé le lancement de sa campagne pour l'élection présidentielle de 2022.

Siège du Parti communiste français aux couleurs de la campagne présidentielle de Roussel.

Dès novembre 2020, Fabien Roussel confie au journal Le Monde son souhait d'une candidature autonome du PCF, alors que plusieurs députés, comme Stéphane Peu et Elsa Faucillon, ou l'ancienne ministre Marie-George Buffet penchent pour un soutien dès le premier tour à Jean-Luc Mélenchon.
Le 13 mars 2021, il annonce officiellement sa candidature à l'investiture du PCF pour l'élection présidentielle de 2022. En mai, lors de la consultation interne au PCF pour l'élection présidentielle de 2022, ses militants se prononcent pour une candidature autonome à l’élection présidentielle et désignent Fabien Roussel comme candidat.
Sa campagne présidentielle suscite toutefois des divisions au sein de son parti : selon Libération, « il incarne aux yeux de certains une forme de rupture idéologique avec le communisme historique, évoluant sur l'immigration ou la sécurité ».
Sa candidature reçoit le soutien de quatre formations politiques de gauche : les Radicaux de gauche (scission du PRG), les chevènementistes du Mouvement républicain et citoyen et leurs alliés de la Gauche républicaine et socialiste, ainsi que la Nouvelle gauche socialiste (parti de Liêm Hoang-Ngoc).
Lors du premier tour, il obtient 2,28 % des suffrages exprimés, soit le deuxième score le plus faible de l'histoire de son parti après les 1,93% de Marie-George Buffet lors de la présidentielle de 2007, et cent mille voix de plus qu'elle. Il réalise néanmoins une meilleure performance que la socialiste Anne Hidalgo, une situation qui n'avait pas été vue pour un communiste depuis la candidature de Jacques Duclos lors de la présidentielle de 1969. LFI et ses sympathisants lui reprochent d'avoir empêché Jean-Luc Mélenchon d'accéder au second tour en maintenant sa candidature — quelque 800 000 électeurs ont voté pour lui, tandis qu'il en manquait 420 000 à Jean-Luc Mélenchon. Le dirigeant du PCF appelle à faire barrage à l'extrême-droite au second tour, sans nommer le président sortant Emmanuel Macron, et à une discussion avec les partis de gauche pour les élections législatives de juin 2022.

### Mouvement social de 2023
Au cours des trois mois de grèves, manifestations et blocages routiers qui opposent l'intersyndicale nationale au gouvernement lors du mouvement social contre le projet de réforme des retraites en France de 2023, Fabien Roussel accuse Emmanuel Macron de « créer un climat de guerre civile » et « de tout faire pour susciter tant de colère qu'elle déborde […] et retourner l’opinion contre les manifestations ».

### Élections législatives de 2024
Au moment des élections législatives de 2024, il participe avec Olivier Faure, Marine Tondelier et Manuel Bompard à la création du Nouveau Front populaire.
Il se présente en tant que député sortant de la 20e circonscription du Nord. Recueillant 31,2 % des votes, il perd au premier tour des élections face à Guillaume Florquin du Rassemblement national (50,3 %) qui est élu député. Pierre-Luc Vervandier, candidat de la majorité présidentielle obtient quant à lui 10,57%,,,.

### Maire de Saint-Amand-les-Eaux
Le 30 janvier 2025, Fabien Roussel succède à Alain Bocquet et devient maire de Saint-Amand-les-Eaux dans le Nord,.

## Prises de position

### Questions socio-économiques
Fabien Roussel se réclame de l'héritage du programme du Conseil national de la Résistance. Interrogé sur les critiques que suscitent l'abandon de la rupture avec le capitalisme par son parti, il soutient que « la rupture doit être démocratique » et appelle à « redonner le pouvoir aux salariés et aux élus locaux ».
Pour augmenter les salaires, pensions, minimas sociaux et instaurer un revenu étudiant, il réclame un retour et un triplement de l’impôt sur la fortune, une plus grande progressivité de l'impôt et la mise sous conditions des aides publiques aux entreprises,. Il se prononce en faveur d'une réduction de l'âge légal de départ à la retraite à 60 ans et d'un rehaussement du SMIC à 1 500 euros net, dénonce la désindustrialisation, et défend un mix d'énergie nucléaire et d'énergies renouvelables, qu’il voit comme indispensable pour lutter contre le réchauffement climatique, se débarrasser des énergies fossiles, et fournir de l'électricité d’une façon pérenne.
Il se prononce en faveur de renationalisations dans certains secteurs, mentionnant les autoroutes, l'énergie (EDF et Engie) ou une compagnie d'assurances comme Axa,,.

### Opposition à la garantie d'emploi et au revenu de solidarité active
Par ailleurs, il s’oppose à la proposition de La France insoumise d'une garantie d'emploi universelle avec une solution de type « État employeur en dernier ressort » aux chômeurs de longue durée, qu'il considère comme une philosophie relevant de « l’époque soviétique », et à laquelle il préfère la vision d'une « sécurité sociale professionnelle »,. En septembre 2022, il crée une polémique en déclarant que la gauche devait être une « gauche du travail » et non « des allocations et des minima sociaux », suscitant notamment une réaction de Sandrine Rousseau (EELV) qui défend le « droit à la paresse ». En février 2025, il déclare vouloir supprimer le revenu de solidarité active (RSA), préférant la garantie d'un emploi à chacun.

### Démocratie et institutions
Affirmant que « notre démocratie ne fonctionne plus », Fabien Roussel est favorable à une Sixième République. Il se prononce notamment pour la mise en place d'un référendum d'initiative citoyenne (RIC) qui pourrait porter sur tout sujet, appelant à ce que « l’on consulte les Français à chaque fois qu’ils le demandent ».

### Sécurité publique
À la tête du PCF, Fabien Roussel place la sécurité publique au rang de ses priorités, estimant qu'il s’agit d’un « droit fondamental » et il ne faut pas « laisser l'idée que la gauche serait laxiste sur ces questions là »,. Pendant la campagne présidentielle de 2022, il fait des propositions qui le distinguent de la plupart des autres dirigeants de gauche et qui divisent le PCF,. Il participe au rassemblement des syndicats policiers du 19 mai 2021 en expliquant qu'il ne faut pas laisser la thématique de la sécurité à l'extrême droite, ce qui conduit notamment la députée communiste Elsa Faucillon à dénoncer « une lourde erreur politique ».
Dénonçant une insécurité « qui gangrène l’existence de tant de villes et quartiers populaires », il prône l’instauration d’« une police nationale de proximité », le recrutement de 30 000 fonctionnaires de police, une peine de trente ans d’emprisonnement pour l'assassinat de « tout détenteur d'une autorité », ainsi que des peines de prison fermes pour les auteurs de fraudes fiscales importantes.

### Sujets de société
Fabien Roussel est contre les réunions « non-mixtes » organisées par l'UNEF, déclarant : « je pense que les réunions segmentées selon la couleur de sa peau, sa religion ou son sexe, ça divise le combat »,.
En janvier 2022, il organise au siège du PCF un hommage aux collaborateurs de Charlie Hebdo tués lors de l’attentat de 2015. Fabien Roussel insiste alors sur l’importance du « droit au blasphème » et affirme qu'il « est temps défendre plus que jamais ces valeurs universalistes qui sont les nôtres et qui nous sont très chères ». La députée PCF Elsa Faucillon critique le choix d'inviter Caroline Fourest et Xavier Gorce, proches du Printemps républicain, ce qui lui vaut des accusations de « sectarisme » de la part de l'entourage de Roussel.
Concernant les sujets liés aux personnes LGBT+, il prône dans son programme la fin des mutilations des personnes intersexes et la reconnaissance de leur identité spécifique dès leur naissance. Il souhaite également un remboursement intégral du parcours de transition des personnes transgenres.

### Souveraineté et questions internationales
La présence dans les discours de Fabien Roussel de la thématique de la souveraineté nationale et d'un certain « patriotisme républicain » est relevée par Marianne, qui s'interroge sur un retour du « PC époque Marchais », faisant référence à la volonté affichée par Georges Marchais de construire un « socialisme aux couleurs de la France ». Roussel critique les traités européens sans pour autant proposer le retrait de la France de l'Union européenne.
Considérant que « les États-Unis n'ont pas d'alliés et que leur objectif n'est que de servir leurs propres intérêts stratégiques à eux », il souhaite initialement que la France quitte le commandement intégré de l'OTAN. Il propose également dans un premier temps de sortir à terme de l'organisation et estime que cette voie serait un moyen de « montrer que la France a besoin de retrouver sa voix et son indépendance en matière de défense et de politique étrangère ». Toutefois, à la différence de Nathalie Arthaud, Jean-Luc Mélenchon et Philippe Poutou, il change d'avis sur l'OTAN à la suite de l'invasion de l'Ukraine par la Russie, et ne propose plus la sortie de la France.
Pour le centième anniversaire du Parti communiste chinois, en 2021, il accorde un entretien à l'agence de presse officielle Xinhua, dans lequel il se positionne en faveur du régime de Xi Jinping et qualifie notamment Zhou Enlai et Deng Xiaoping de « grands dirigeants ». Marianne relève cependant que ce communiqué, conçu par l'agence chinoise, présente des citations coupées et des phrases qui pourraient avoir été sélectionnées tandis que Challenges s'interroge sur une possible « naïveté » du PCF qui a laissé la rédaction du verbatim à l'agence de propagande après une prise de parole de Fabien Roussel dont son entourage assure qu'elle a été plus nuancée,. Amené à revenir sur cet épisode, Fabien Roussel affirme que le compte rendu était biaisé et omettait notamment des passages où il a fait part de sa volonté de combattre les délocalisations et les privatisations comme celles d'aéroports ayant profité à des acheteurs chinois.
En avril 2023, devant 700 cadres du PCF réunis à Marseille après sa réélection, il dénonce ceux qui « ont signé des traités de libre-échange à tour de bras, ils ont transformé nos frontières en passoires et ouvert la France aux quatre vents, aux marchands et à la finance ». L’expression des « frontières passoires » choque plusieurs élus de gauche, tels Sandrine Rousseau, Mélanie Vogel ou Damien Carême, qui y voient des propos hostiles à l'immigration. Précisant que la France doit être « plus ferme » sur l’arrivée de travailleurs migrants, Fabien Roussel affirme vouloir que la France retrouve sa « souveraineté politique et économique. », précisant après qu'« il n'y a pas de frontière pour l'argent, il n'y a pas de frontières pour les marchandises qui viennent de l'étranger et qui concurrencent les travailleurs français, mais il y a des frontières pour les êtres humains qui meurent dans la Méditerranée » et « Je ne fais pas de lien entre immigration et chômage, […] c'est honteux de dire cela. »,.

### Pandémie de Covid-19
Dans le cadre de la pandémie de Covid-19 en France, Fabien Roussel appelle à la gratuité des masques de protection via leur prise en charge par la branche maladie de la sécurité sociale, déposant une proposition de loi en ce sens,.
Affirmant avoir confiance dans « la médecine, les chercheurs, le progrès », il appelle à la généralisation de la vaccination « au nom de l'intérêt général »,,,. Il s'oppose en revanche au passe sanitaire, qu'il juge « inapplicable », comme risquant de « fracturer un peu plus la France » et dont il condamne les dispositions vis-à-vis du monde du travail,.
Il souhaite lever les brevets sur les vaccins afin d'en faire des biens publics et de permettre leur production massive dans tous les pays,,. Il appelle par ailleurs à réquisitionner les outils de production nécessaires à l'approvisionnement médical de la France, ainsi qu'à réinvestir dans une recherche publique qu'il estime sous financée,.
Dans le cadre de la campagne présidentielle, il a annoncé la distribution de masques FFP2 et l'obligation de présenter une preuve de vaccination ou un test négatif pour les personnes présentes aux meetings du PCF.

### Écologie et énergie
Fabien Roussel est opposé à la sortie de l'énergie nucléaire et se déclare favorable à un mix énergétique qui combinerait un maintien du nucléaire et le développement d'énergies renouvelables. Le Point remarque que la défense de l'industrie nucléaire est une position historique du PCF mais que la justification apportée par Fabien Roussel s'en différencie en ce qu'il s'appuie aussi sur des arguments écologiques, estimant que cette énergie serait indispensable pour se passer des énergies fossiles et lutter contre le réchauffement climatique. Fabien Roussel affirme également voir « un lien évident entre nucléaire et reconquête industrielle ». Dans le contexte de l'élection présidentielle de 2022, où le sujet occupe une place centrale, cette position l'oppose à Jean Luc Mélenchon comme à Yannick Jadot, favorables à la sortie du nucléaire.

### Outre-Mer
Fabien Roussel se dit favorable à une réforme concertée du statut des territoires d'Outre-Mer, qui irait dans le sens d'une plus grande autonomie de ceux-ci. Il souhaite également instaurer un apprentissage obligatoire des langues régionales spécifiques aux territoires ultramarins dès l'école primaire, en plus de celui du français.
Il déplore que le référendum de 2021 sur l'indépendance de la Nouvelle-Calédonie n'ait pas été reporté, et se dit prêt à y organiser un nouveau référendum s'il est élu président de la République. Il considère toutefois que le sujet de l'autonomie voire de l'indépendance du territoire est secondaire par rapport aux questions sociales et de pouvoir d'achat. Malgré cette réserve, le candidat a également déclaré son souhait sous son éventuel mandat présidentiel que l'État garantisse « (…) la poursuite, sans ingérence, d’un véritable processus d’autodétermination » pour la Nouvelle-Calédonie.
En visite à La Réunion, il propose pour l'ensemble des territoires d'Outre-Mer une hausse des salaires dans le secteur privé de telle sorte qu'ils soient alignés sur ceux du secteur public, déjà 40 % supérieurs par rapport à la France métropolitaine.
En 2021, il demande au gouvernement un plan d'urgence pour les territoires d'Outre-mer, qu'il considère plus durement touchés par la pandémie de Covid 19, tant sur le plan social que sanitaire.
Lors des émeutes de 2024 en Nouvelle-Calédonie, il se prononce en faveur d'un « processus de décolonisation » menant à « une forme d'indépendance ».

### Peines d'inéligibilité en cas de condamnation pour racisme ou antisémitisme
Fin octobre 2021, devant les menaces publiques proférées par Éric Zemmour devant des journalistes et les violences de ses militants lors de ses meetings, Fabien Roussel, déclare : « Il existe dans la loi un arsenal qui permet aux juges de rendre inéligible un responsable politique qui a eu des propos racistes ou antisémites. Je vais déposer à l’Assemblée nationale une résolution pour inviter le gouvernement à envoyer une instruction aux magistrats pour véritablement mettre en œuvre cette disposition » Cette résolution vise à compléter l'article 131-26-2 du Code pénal, qui prévoit le prononcé automatique (sauf décision contraire du juge) d’une peine complémentaire d’inéligibilité pour tous les crimes ainsi que pour une série de délits (corruption, prise illégale d'intérêts, violences graves, agressions sexuelles, harcèlement, discrimination, escroquerie, abus de confiance, terrorisme, faux, usage de faux, délit d'initié, fraude fiscale, abus de biens sociaux), mais pas l'incitation à la haine raciale,. La proposition de résolution est déposée le 9 novembre, mais rejetée par vote le 2 décembre, par 32 voix contre (dont 22 du groupe La République en Marche et 7 du groupe Les Républicains), 22 voix pour (dont 12 de la gauche démocrate et républicaine et 5 de La France insoumise) et 1 abstention (du groupe Libertés et territoires).

### NUPES
En avril 2023, à l'occasion du 39e congrès du Parti communiste français, Fabien Roussel indique que « la Nupes est dépassée ». Il appelle à une nouvelle union « bien au-delà » de l'alliance de gauche.

### Conflits sociaux
En mars 2023, la société nordiste de VPC Vertbaudet, qui a subi deux rachats successifs par la technique controversée du LBO en 2013 et en 2021, est mise en cause par Fabien Roussel et par la direction de la CGT au cours d'une grève dure et longue, avec une manifestation devant le siège de son actionnaire Equistone et un appel au boycott des produits de la marque[réf. nécessaire].

## Affaires judiciaires

### Soupçons d'emploi fictif
Le Parquet national financier indique à la presse le 11 mars 2022 avoir ouvert une enquête préliminaire sur des soupçons d’emploi fictif. Mediapart avait affirmé trois semaines avant que Fabien Roussel a bénéficié, entre 2009 et 2014, d'un emploi fictif comme attaché parlementaire de Jean-Jacques Candelier, député PCF de la seizième circonscription du Nord, pour un salaire mensuel de 3 000 euros, sur la base d'un enregistrement du député, de témoignages recoupant une capture d’écran d'avril 2010 et un mail d'octobre 2010 montrant Fabien Roussel absent de l'organigramme de son équipe parlementaire, composée de trois autres membres. Il nie cependant avoir bénéficié d'un emploi fictif affirmant avoir travaillé avec Jean-Jacques Candelier « pour suivre des conflits dans le Douaisis », pour entre 2 460 euros nets en 2009 et 2 700 euros à la fin, et ajoute que Mediapart a recueilli ses informations auprès de personnes « en guerre » contre lui.
Pour se défendre, il met en ligne sur son site de campagne des documents et des témoignages, qui, selon Mediapart, n'apportent pas la preuve de son travail d'assistant parlementaire tandis que des responsables syndicaux des usines menacées de fermetures qu'il évoque affirment à France Info ne « pas du tout l'avoir vu ». Mediapart ayant publié un enregistrement de Jean-Jacques Candelier déclarant en 2018 « ce n'était pas trop net », le député précise dans L'Humanité en février 2022 qu'il n'évoquait pas là un emploi fictif :

« J'ai dit qu'il était devenu délicat d'embaucher des responsables politiques en tant que collaborateurs, car cela peut ensuite nourrir des doutes. La preuve… Mais Fabien était bien mon assistant. »

À la suite de l'ouverture de l'enquête, Fabien Roussel se défend en accusant Edwy Plenel, directeur de la publication de Mediapart, d'avoir publié les accusations pour favoriser la candidature de Jean-Luc Mélenchon.

## Synthèse des résultats électoraux

### Élection présidentielle
| Année | Parti | Parti | 1er tour | 1er tour | 1er tour | Issue   |
| Année | Parti | Parti | Voix     | %        | Rang     | Issue   |
| ----- | ----- | ----- | -------- | -------- | -------- | ------- |
| 2022  |       | PCF   | 802 422  | 2,28     | 8e       | Éliminé |

### Élections législatives
| Année | Parti       | Parti  | Circonscription | 1er tour | 1er tour | 1er tour | 2d tour | 2d tour | 2d tour |
| Année | Parti       | Parti  | Circonscription | Voix     | %        | Rang     | Voix    | %       | Issue   |
| ----- | ----------- | ------ | --------------- | -------- | -------- | -------- | ------- | ------- | ------- |
| 2017  |             | PCF    | 20e du Nord     | 7 712    | 23,61    | 1er      | 18 633  | 63,88   | Élu     |
| 2022  | PCF (NUPES) | 10 819 | 20e du Nord     | 34,15    | 1er      | 16 439   | 54,50   | Élu     |         |
| 2024  | PCF (NFP)   | 14 791 | 20e du Nord     | 31,19    | 2e       |          |         | Éliminé |         |

### Élections régionales
Les résultats ci-dessous concernent uniquement les élections où il est tête de liste.
| Année | Parti | Parti    | Région                      | 1er tour | 1er tour | 1er tour | Sièges obtenus |
| Année | Parti | Parti    | Région                      | Voix     | %        | Rang     | Sièges obtenus |
| ----- | ----- | -------- | --------------------------- | -------- | -------- | -------- | -------------- |
| 2015  |       | PCF (E!) | Nord-Pas-de-Calais-Picardie | 119 081  | 5,32     | 4e       | 0 / 170        |

### Élections cantonales
| Année | Parti | Parti | Canton          | 1er tour | 1er tour | 1er tour | Issue   |
| Année | Parti | Parti | Canton          | Voix     | %        | Rang     | Issue   |
| ----- | ----- | ----- | --------------- | -------- | -------- | -------- | ------- |
| 2004  |       | PCF   | Lille Sud-Ouest | 577      | 5,18     | 5e       | Éliminé |

## Publications
- Ma France : heureuse, solidaire et digne, éditions du Cherche Midi, 2021, 240 p. (ISBN 978-2749169170)
- Les Jours heureux sont devant nous : de la présidentielle à la reconstruction de la gauche, éditions du Cherche Midi, coll. « Documents », 2023, 160 p. (ISBN 978-2749175775)
- Le parti pris du travail, éditions du Cherche Midi, 2025, 160 p. (ISBN 978-2749183107)